# ریسوم
ریسوم (به لاتین: Risum) یک شهرک در جمهوری خلق چین است که در شهرستان روتوگ واقع شده‌است. ریسوم ۱۴ نفر جمعیت دارد و ۴٬۳۵۳ متر بالاتر از سطح دریا واقع شده‌است.